# Classic Var
Classic Var ist ein Straßenradrennen für Männer in Frankreich.
Das Eintagesrennen wurde erstmals 2024 ausgetragen. Es gehört zur UCI Europe Tour und ist in die UCI-Kategorie 1.1. eingestuft. Das Rennen findet jährlich im Februar statt und führt auf profiliertem Kurs durch das Département Var im Süden von Frankreich.

## Palmarès
| Jahr | Sieger            | Zweiter                    | Dritter       |
| ---- | ----------------- | -------------------------- | ------------- |
| 2024 | Lenny Martinez    | Tobias Halland Johannessen | Romain Bardet |
| 2025 | Christian Scaroni | Paul Lapeira               | Victor Lafay  |